# 페라리 라페라리
페라리 라페라리(영어: Ferrari LaFerrari)는페라리가 2013년에 공개한 미드십 하이퍼카이다. 페라리 엔초를 계승하는 70주년 기념작 모델이며 499대만 한정 생산되고, 제네바 모터쇼에서 자동차의 외형이 공개되기 전에 다 팔렸다고 한다. 최대 800마력의 6.3리터 V12(V형 12기통)엔진과 163마력의 전기모터를 같이 장착해 합산 963마력을 낸다. HY-KERS 시스템(전기모터)는 F1에서 가져온 기술로 출력을 보태는 역할을 하며, 일반 하이브리드 차량처럼 전기모터로만 주행하는 것은 불가능하다. 0-100km/h까지 도달하는 시간은 2.8초에서 3초 이내에 가능하며, 200km/h 까지는 7초 밖에 걸리지 않는다.

## 변형 차종

### 페라리 라페라리 아페르타 (2016년~2018년)

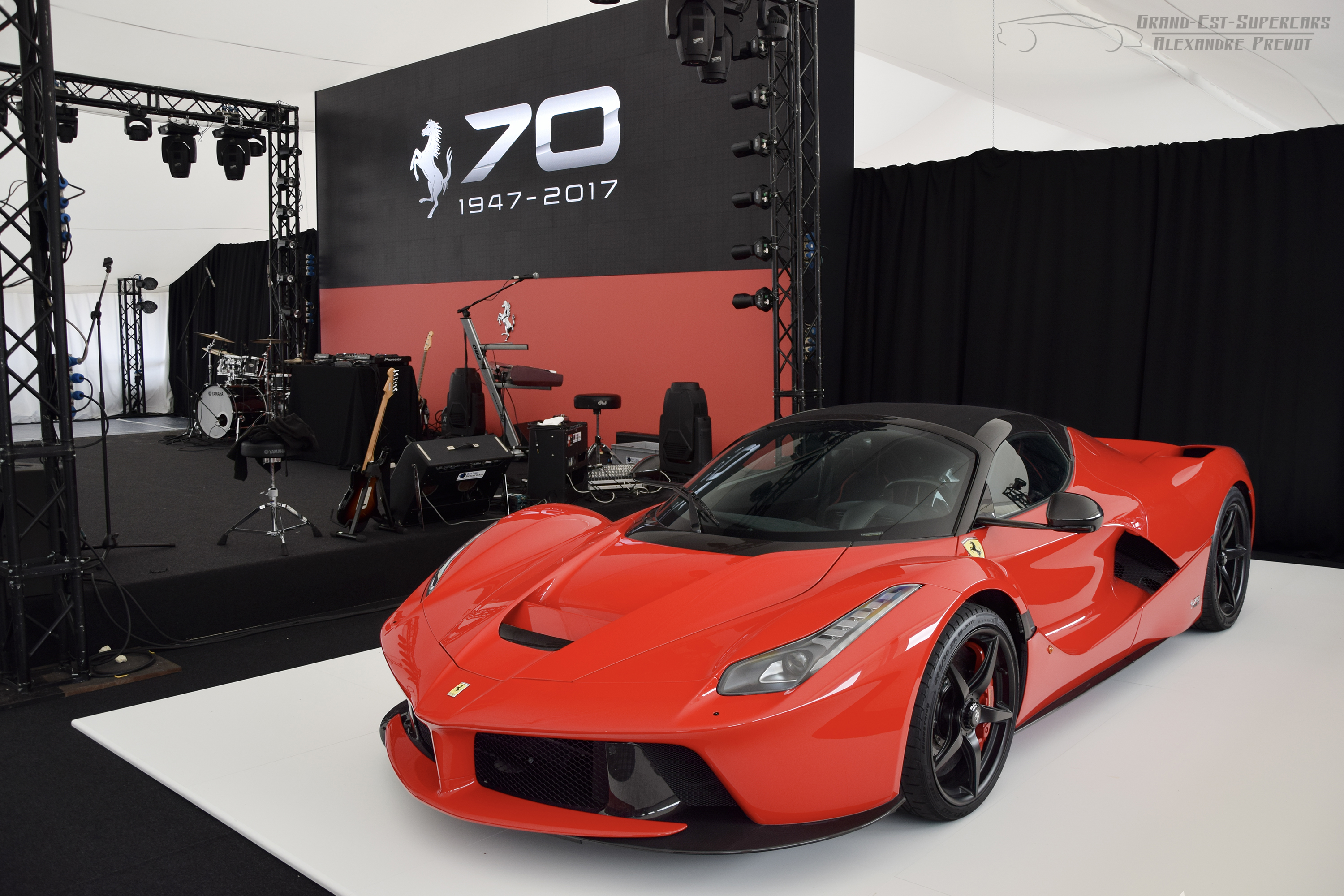
라페라리 아페르타

페라리 라페라리의 오픈탑 버전이다. 처음에는 페라리 70주년 기념 행사에서 사용하기 위해 9대가 추가로 예약되어 200대가 판매되었다.나중에 한 대 더 경매를 통해 판매되었다.아페르타는 탈착식 탄소 섬유 하드톱과 탈착식 캔버스 소프트톱이 함께 제공된다. 다른 변경 사항으로는 보다 효율적인 파워트레인의 제어 전자 장치, 공기 흐름을 보닛 위가 아닌 차체 하부를 따라 밖으로 유도하는 각도가 변경된 라디에이터, 다운포스를 증가시키는 데 도움이 되는 더 긴 전면 에어 댐, 각 윈드스크린 필러의 상단 모는 L자형 플랩이 포함되어 있다. 지붕이 없는 경우 캐빈 후면의 압축을 줄이고, 휠 아치가 다른 다양한 도어 개방 각도 및 도어를 회전할 수 있는 새로운 탄소 섬유 인서트가 특징이다.
2016 파리 모터쇼에서 공개되었으며, 이전의 개방형 페라리 모델과 마찬가지로 아페르타 라벨을 사용하여 탈착식 지붕을 나타낸다. 페라리에 따르면 모든 유닛은 이미 초대를 통해 고객에게 사전 판매되었다.

### 페라리 FXX-K
페라리 라페라리를 기반으로 제작된 트랙 데이 차량이다.

## 사양

### 장비
차량에는 전면 (398mm) 및 후면 (380mm)에 카본 세라믹 Brembo 브레이크 디스크가 장착되어 있으며각각 265/30 R 19(앞) 및 345/30 R 20(뒤) 크기의 Pirelli P Zero Corsa 타이어가 장착되어 있다.
페라리의 F1 테크니컬 디렉터인 Rory Byrne이 설계한 탄소 섬유 모노코크 구조를 사용하며, 이전 모델보다 비틀림 강성이 27%, 빔 강성이 22% 더 높아졌다.전면에는 더블 위시본 서스펜션이 있고 후면에는 멀티링크 서스펜션이 있다.
라페라리는 전자식 스태빌리티 컨트롤, 고성능 ABS/EBD(잠금 방지 제동 시스템/전자식 브레이크 분배), 하이브리드 시스템과 통합된 EF1-Trac F1 전자식 트랙션 컨트롤, E-Diff 3 3세대 전자식 트랙션 컨트롤을 포함한 여러 전자 컨트롤을 갖추고 있다.

### 성능
페라리에 따르면 라페라리의 최고 속도가 218MPH(352KPH)라고 주장하였다. 가속 측면에서 0–100 km/h (0–62 mph)는 2.6초, 0–200 km/h (0–124 mph)는 6.9초 미만, 0–300 km/h (0–186 mph) 15초 만에 페라리가 발표했다. 그러나 0-300 수치는 나중에 여러 출처에 의해 폭로되었다.검증된 0-300 시간은 21.99초이지만 평균 라페라리는 17-18초를 달성할 수 있다. 페라리는 또한 자동차가 1분 19초 70에 피오라노 테스트 서킷을 통과했다고 주장하였다.

### 디자인

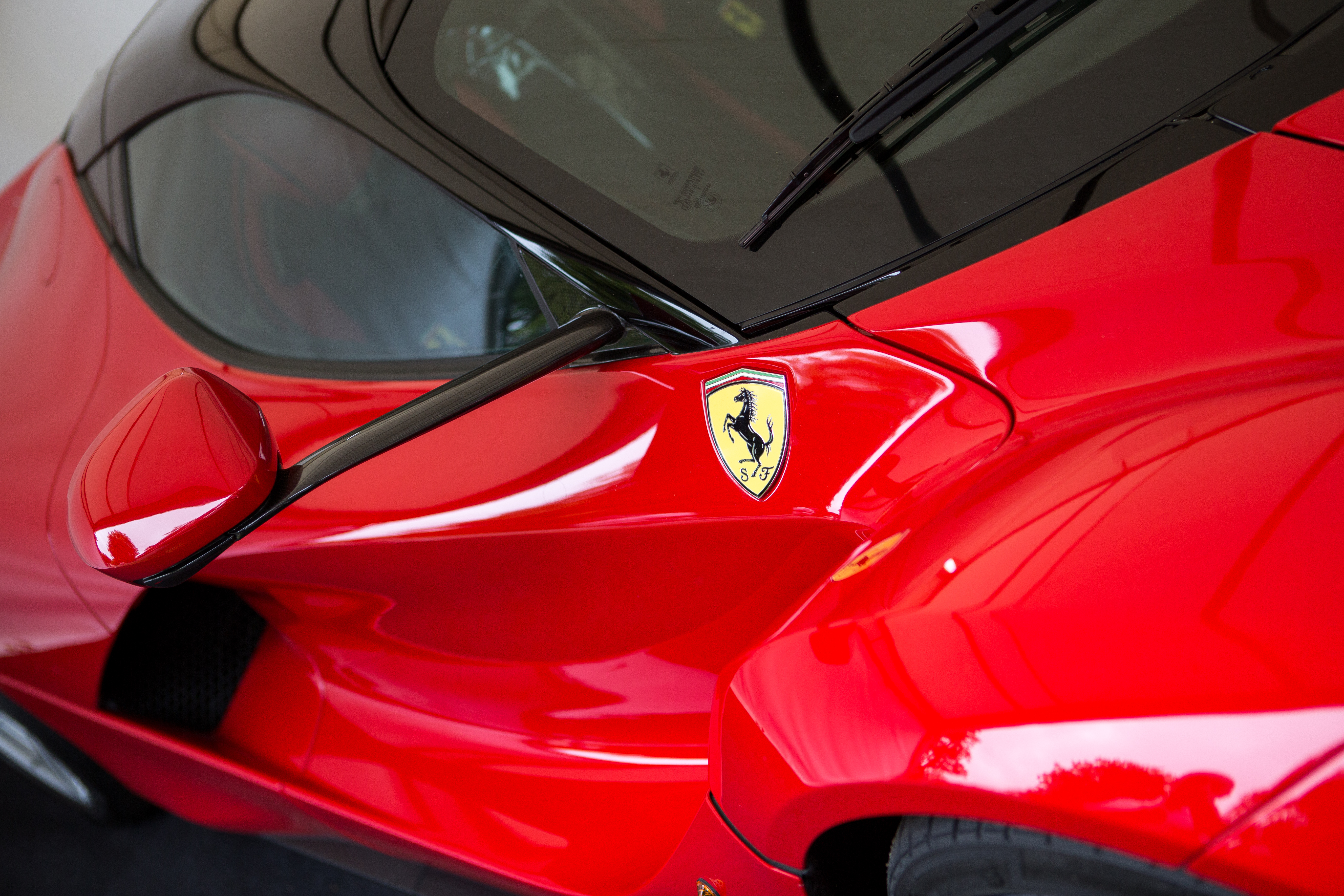
탄소 섬유 줄기에 장착된 라페라리의 윙 미러

V12 플래그십의 디자인은 피닌파리나로부터 아무런 정보도 받지 못했으며, 이는 Bertone 스타일의 1973년식 다이노 308 GT4 이후로 피닌파리나 사의 차체나 다른 스타일이 없는 최초의 페라리가 되었으며 이 결정은 1951년에 시작된 페라리와 피닌파리나의 협업에 있어 드문 예외다. 그러나 페라리는 피닌파리나와 사업 관계를 끝낼 계획은 없다고 밝혔다.

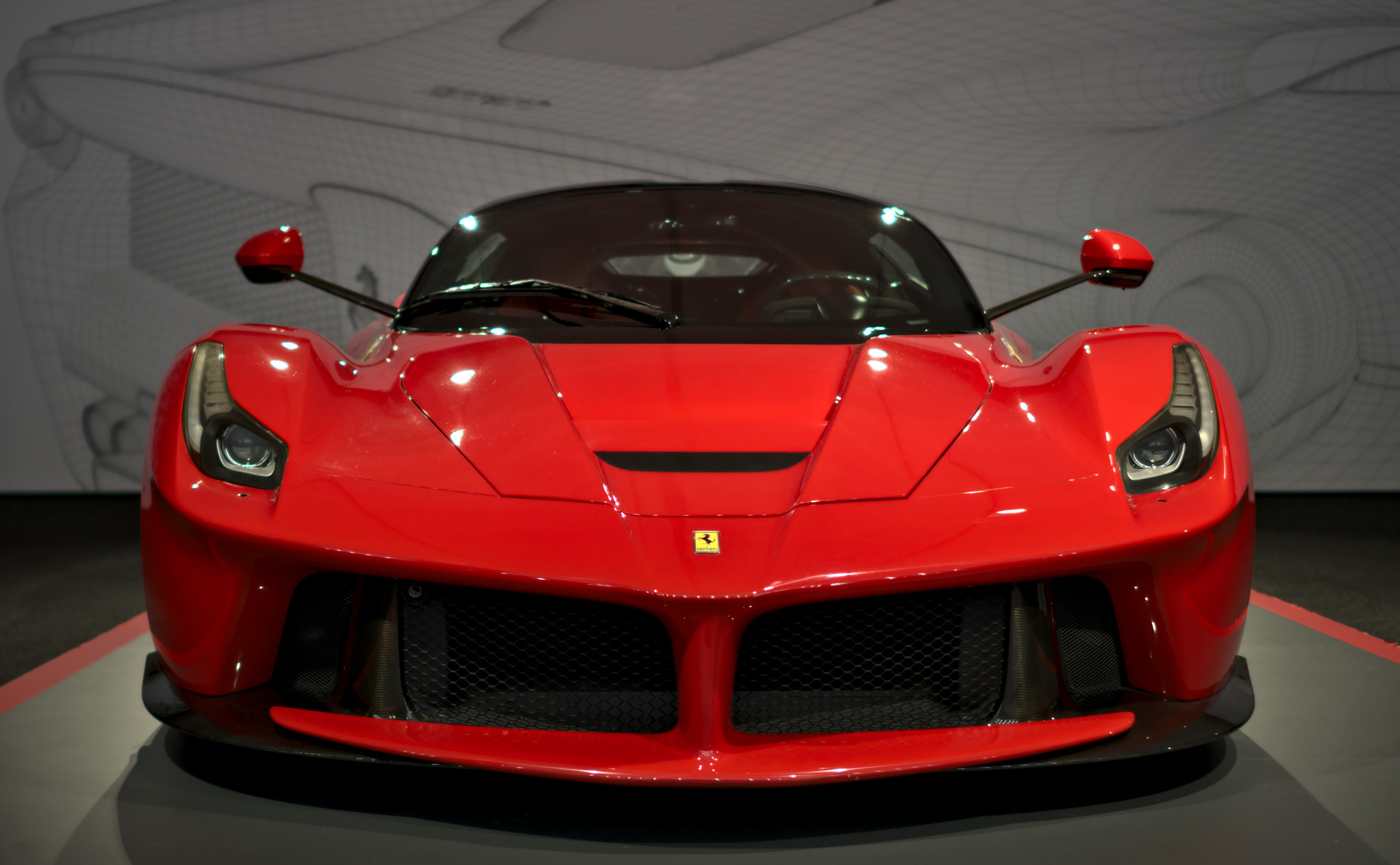
라페라리의 전방

스티어링 휠에는 모든 조건에서 더 잘 사용할 수 있는 솔루션인 스티어링 칼럼에 직접 고정된 통합 컨트롤과 패들 시프터가 있다. 매달린 날개처럼 설계된 두 좌석 사이에 존재하는 "다리"는 듀얼 클러치 기어박스에 연결된 다른 기기의 본거지이다. 계측기는 2개의 레이아웃 중에서 선택할 수 있는 옵션이 있는 12.3-인치 (310 mm) TFT 디스플레이로 구성되며 원격 측정 시스템의 데이터를 호스팅할 수 있다.

## 리콜
라페라리는 연료 탱크에 페인트 층이 잘못 접착되어 화재가 발생할 수 있기 때문에 교체 연료 탱크를 제공받은 적이 있었다.
2014년과 2015년 모델 연도 사이에 85대의 라페라리가 Lear의 L32 시트의 헤드레스트가 필요한 양의 에너지를 흡수하지 못하고 타이어 공기압 모니터링 시스템이 타이어에 펑크가 났을 때 잘못된 메시지를 표시하여 리콜되었다.

## 경매 이력
500번째 라페라리 쿠페의 생산이 2016년 8월 31일에 발표되었다.이 차량은 2016년 8월 24일 2016년 8월 24일 중부 이탈리아 지진으로 피해를 입은 중부 이탈리아 사람들에게 혜택을 주기 위해 경매를 통해 판매될 예정이었다.결국 2016년 12월 3일 데이토나 인터내셔널 스피드웨이에서 열린 페라리 피날리 몬디알리 주말에 RM 소더비가 경매에 부쳤다. 모든 수익금은 국립 이탈리아계 미국인 재단의 지진 구호 기금으로 전달되었으며, 판매 수익은 미화 750만 달러에 달했다.
2016년 12월 3일, 라페라리는 미화 700만 달러(GB£5,743,500.00)에 경매되어 자동차 언론에 따르면 이 차가 "경매에서 판매된 가장 가치 있는 21세기 자동차"가 되었다.2017년에 라페라리 아페르타의 마지막 유닛이 천만 달러에 경매되었다.

## 비디오 게임에서의 등장
- 3D운전교실
- 니드 포 스피드: 히트
- 아스팔트 8: 에어본
- 아스팔트 9: 레전드
- 포르자 호라이즌 4
- GTA

## 갤러리

라페라리의 기본 색상
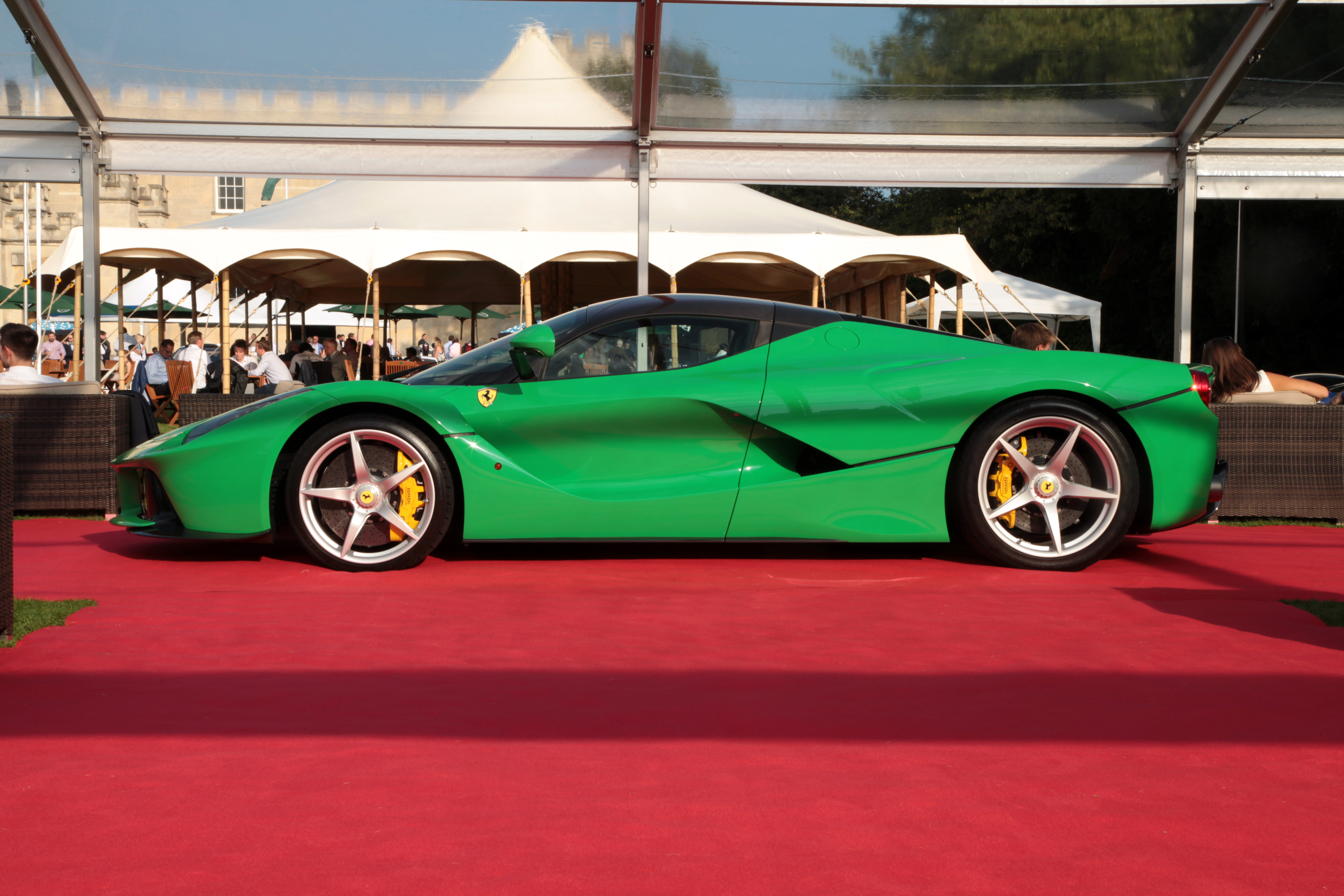
In Signal Green
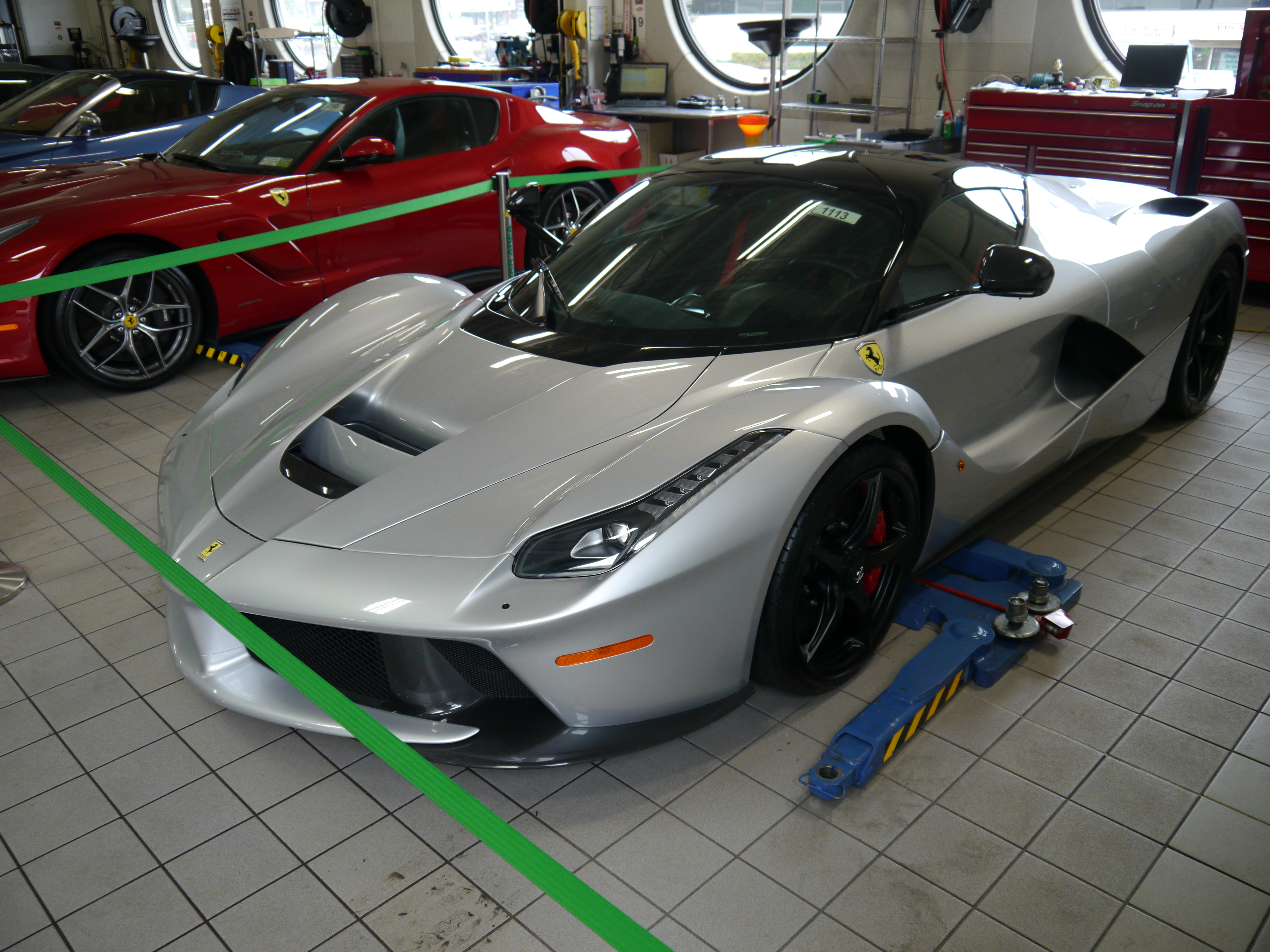
In Argento Nurburgring
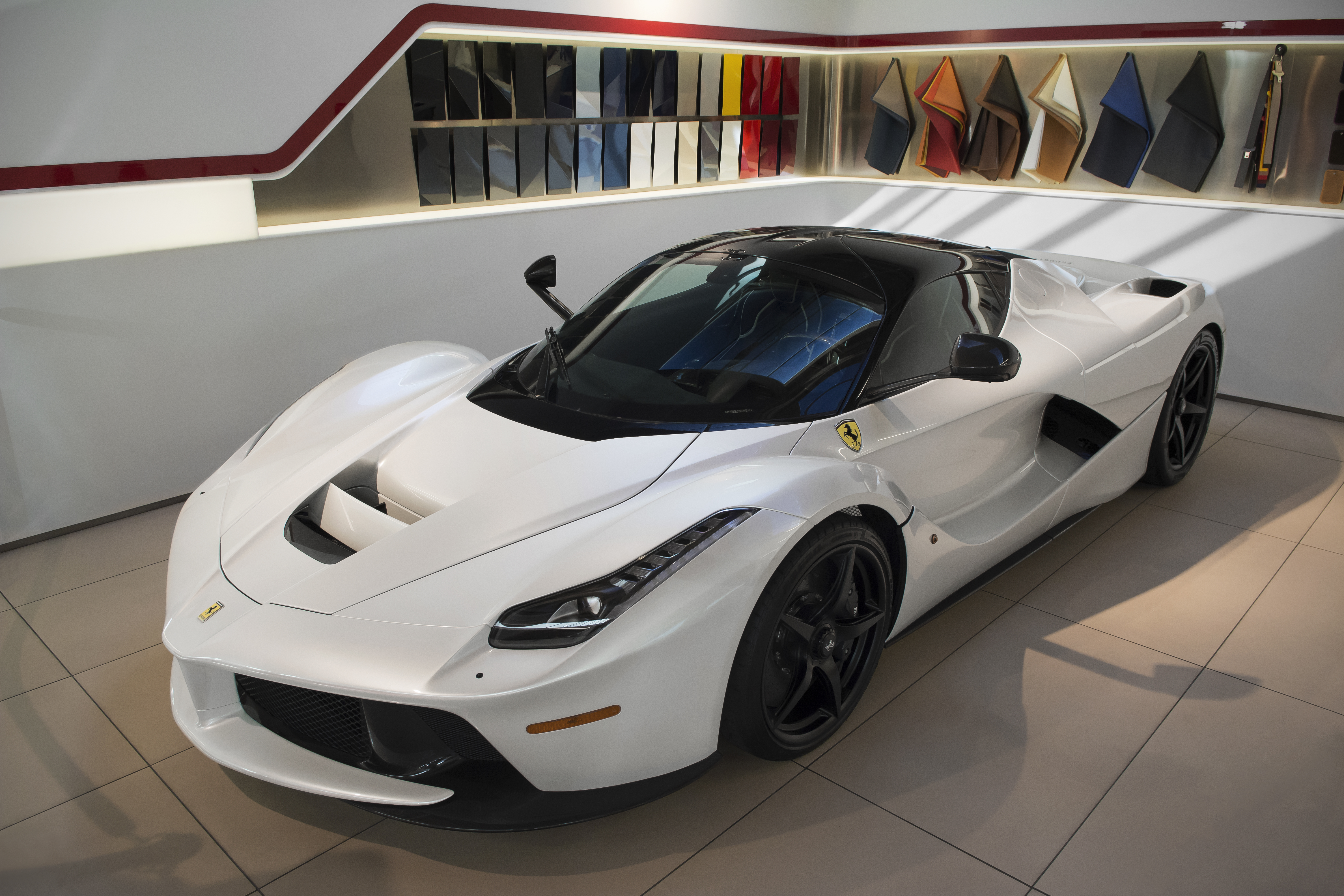
In Bianco Fuji
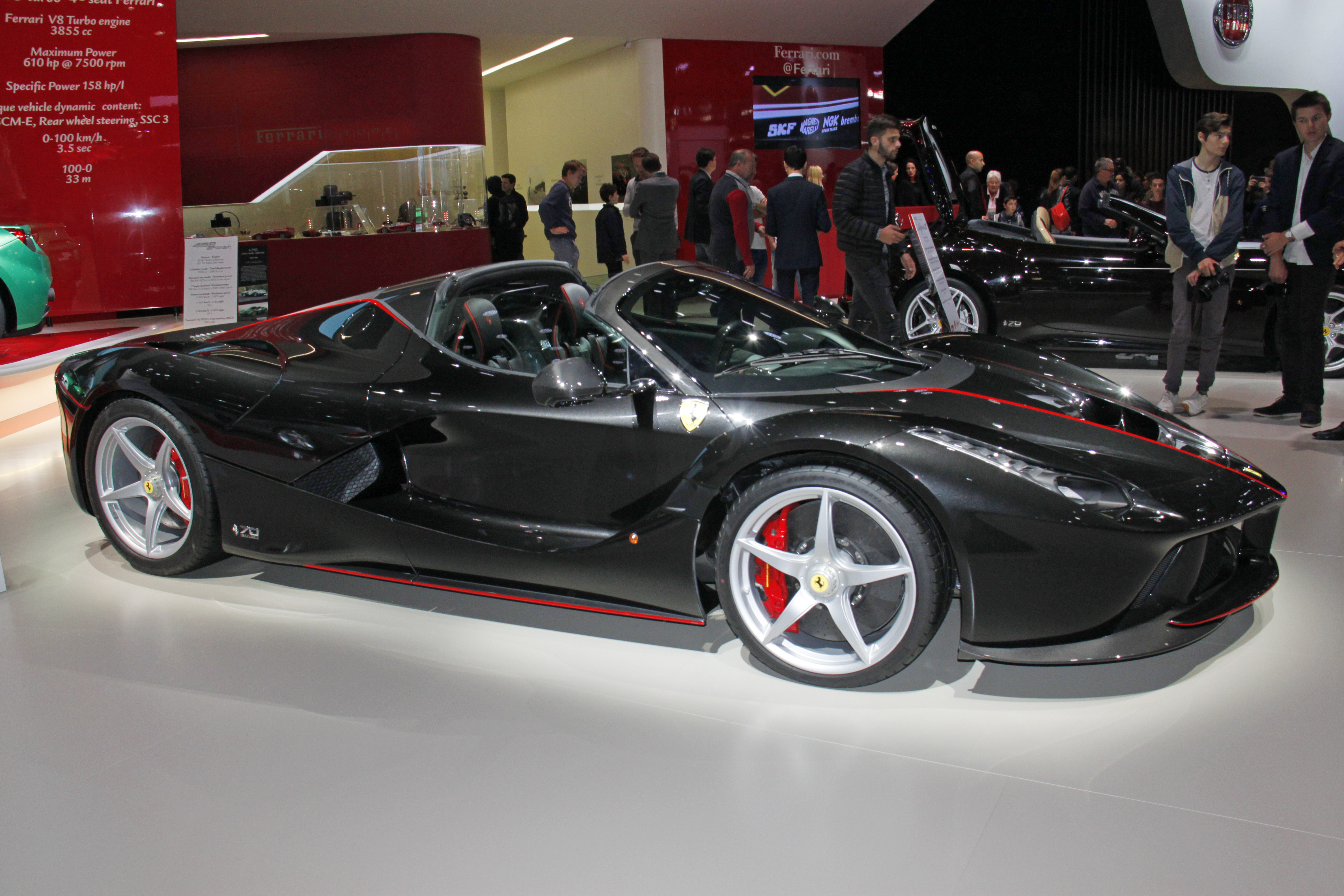
In Nero

## 같이 보기
- 페라리 FXX-K